# Belsőtornyos vár
A belsőtornyos várakban a tornyok testét a várfalon belül helyezték el, tehát azokból nem lehetett oldalazva lőni a falakat ostromló támadókat. A vár legnagyobb tornya volt az öregtorony.

## Típusai
A belsőtornyos várak alaprajuk szerint osztjuk két nagy csoportra: a szabályos és a szabálytalan alaprajzú várakéra.
A szabályos csoport ősi, gyakran egy-egy föld-, illetve palánkvár átépítésével kialakított típusa a kör alakú kerekvár (gyűrűvár). Típusosan ilyen Szombathelyen az egykori római fürdő épületét felhasználva épített vár.
A szabálytalan csoport jellemző altípusa a kéttornyú váraké. Magyarországon ilyen például:
- a hegyesdi vár,
- a gesztesi vár,
- Vitányvár.

A szabálytalan alaprajzú várakat jellemzően a terep adottságait kihasználva építették. Magyarországon ilyen várak főleg a 14. században épültek, miután:
- a király engedélyezte a magán várak építését és
- a nagyobb birtokosok és gazdaságuk számára az öregtorony már szűknek bizonyult.

Legjelentősebb belsőtornyos váraink:
- Esztergom,
- Buda,
- Visegrád,
- a Felvidék több vára.

## Harcászati jellemzői
Védelme egyértelműen passzív; a tornyok elhelyezése a falak oldalazó védelmére nem adott lehetőséget. A védelem fő eszközei az ostromgépek falhoz állítását gátló, nagy árkok és a magas falak voltak. Az ostromlók behatolásának gátlására a falakon alig van nyílás – ami van, az is szűk, lőrésszerű. A falakhoz tapasztott épületeknek (paloták, kaszárnyák, gazdasági épületek stb.) valamennyi ablaka a várudvarra nyílt (ennek jellemző példája az 1400-as évek elején épült gyulai vár).
A korábban épített földváraknál, illetve erődtemplomoknál lényegesen nagyobb katonaság elhelyezését tette lehetővé (a létszám növelését a védendő falszakasz hosszának növekedése részben szükségessé is tette).

## Továbbfejlődése
A késő középkorban, ahogy az ostromtechnika fejlődése miatt ez a konstrukció elavult, a belsőtornyos várak közül többet várkastéllyá alakítottak nagy, kifelé nyíló ablakokkal, világos, gazdagon berendezett belső terekkel.